# Dzielnica V Krowodrza
Dzielnica V Krowodrza ist der fünfte Stadtbezirk von Krakau in Polen, dieser umfasst eine Fläche von 5,62 km² und zählt 30.184 Einwohner mit einer Bevölkerungsdichte von 770,4 Einwohnern/km². Namensgebend ist der Ort Krowodrza.
Der Bezirk entstand im Jahr 1973 durch Einigung der bisherigen Stadtbezirke Zwierzyniec und Kleparz und umfasste auch Mydlniki und Olszanica im Westen die in diesem Jahr nach Krakau eingemeindet wurden. Es hatte eine Fläche von 70,2 km² und 1990 hatte 160.000 Einwohner, aber wurde danach auf vier kleinere Stadtteile aufgeteilt. Vor 2006 wurde der Zusatz Łobzów im Namen erwogen aber am Ende wurde er mit Krowodrza hinzugefügt.

## Gliederung

Stadtbezirk Krowodrza bis zum Jahr 1990

Stadtbezirk V Krowodrza (vor 2006 Łobzów)

Bis zum Jahr 1990 umfasste der administrative Stadtbezirk Krowodrza auch die heutige Stadtbezirke Prądnik Biały, Bronowice und Zwierzyniec. Bis zum Jahr 2006 hatte der Stadtbezirk V den Namen Łobzów. Der Stadtbezirk V hat jetzt 5,62 km² Fläche und 30.184 Einwohner (2019). Er umfasst außer dem südlichen Teil von Krowodrza (der Teil nördlich der Eisenbahnlinie liegt im Stadtbezirk Prądnik Biały) die ehemaligen Orte bzw. Siedlungen:
- Cichy Kącik
- Czarna Wieś
- Łobzów
- Miasteczko Studenckie AGH
- Nowa Wieś